# Ben Nevis
56°47′52″N 5°0′10″V / 56.79778°N 5.00278°V
Ben Nevis er et 1.345 m højt bjerg ved Skotlands vestkyst tæt på byen Fort William. Bjerget er det højeste på De Britiske Øer. Det er en af de 284 Munros, som er betegnelsen for de bjerge i Skotland, der har en højde på over 3.000 fod (914 m).
Bjerget er berygtet for sine ugæstfrie vejrforhold. De gennemsnitlige verjforhold på toppen er kendetegnet ved, at det er dækket af tåge næsten hele året, det stormer halvdelen af året og der falder årligt 4.350 mm regn.
Ben Nevis tiltrækker mere end 100.000 besøgende om året. En betydelig del af disse besøgende har ringe erfaring med færdsel i bjergene, og mange bliver derfor fanget af det omskiftelige vejr. I perioden fra 1990 til 1995 var der eksempelvis 13 dødsulykker på bjerget, hvoraf otte var folk, der forsøgte at klatre op ad bjergets klippeside.
Oprindelsen af navnet Ben Nevis er usikker. Ordet ben stammer efter al sandsynlighed fra 'beann', som er det gæliske ord for 'højderyg' og Ben Nevis bliver ind imellem omtalt som 'The Ben'. Ordet nevis har flere sandsynlige betydninger: Fx 'truende' (venomous) og 'himmel' (fra det gæliske ord 'naomh'). Sidstnævnte bliver dog afvist af etymologer, selvom denne udlægning af navnet er populær i lokalområdet.
Ben Nevis er en af de tre britiske højderygge, der bliver besteget i forbindelse med den nationale konkurrence: 'The Three Peaks Challenge'. Nordsiden af bjerget (med en maksimumhøjde på 600 m og en strækning på 3 kilometer) har mange berømte bjergbestigningsruter af kategori II og VIII. Denne side af bjerget er dækket af sne til langt hen på året. Der bliver hvert år afholdt en konkurrence i at tilbagelægge strækningen fra Fort William til toppen og tilbage igen. Rekorden er på 1 timer og 25 minutter for mænd og 1 time og 43 minutter for kvinder.

## Populære vandreruter
Der går en forholdsvis tilgængelig rute til toppen, kaldet 'The Ben Path'. Denne bliver i daglig tale omtalt som 'turistruten'. Den begynder ved Glen Nevis-besøgscentret omkring halvanden kilometer fra centrum af Fort William. Et lille stykke oppe ad bjerget smelter denne rute sammen med en sti fra det lokale vandrehjem. En anden populær rute går fra Steal længere oppe ad Glen Nevis. Denne rute er kortere, men også stejlere, hvorfor den ofte bliver brugt af folk med en vis portion klatreerfaring. Det kan være vanskeligt at finde vej ned ad toppen, hvis vejrforholdene er dårlige.
For folk med klatreerfaring er det desuden populært at fortsætte fra toppen til Carn Mor Dearg. Denne rute indebærer en stejl nedstigning fra Ben Nevis, som kan kræve stor forsigtighed især om vinteren.

## Toppen
Der er fortsat debat om placeringen af navigationspæle omkring toppen af Ben Nevis. Pælene blev i sin tid placeret på anbefaling fra den organisation, der står for redningsaktioner i området (Lochaber Mountain Rescue) som en hjælp til folk, der ønsker at klatre eller vandre på bjerget under dårlige vejrforhold (især nedstigningen fra toppen har gennem tiden vist sig at være livsfarlig i tåge). Stængerne bliver imidlertid ødelagt af miljøbevidste besøgende på bjerget, der anser pælene for at være uæstetiske.
Clement Lindley Wragge etablerede i 1881 en meteorologisk observationspost på toppen, som var konstant bemandet i perioden oktober 1883 til oktober 1904. I september 1894 overtog Charles Thomson Rees Wilson tjansen på observationsposten som en velfortjent afløsning af det faste personale. Under dette ophold, blev han opmærksom på fænomenet 'brocken Spectre', hvor ens skygge aftegnes – og tilsyneladende forstørres kraftigt – på det overliggende skylag, når solen kommer nedefra. Dette betød starten på en række eksperimenter, der skulle give ham en forståelse for dette fænomen. Eksperimenterne førte senere til hans opfindelse af tågekammeret.

### Udsigten
Da Ben Nevis er det højeste punkt i Storbritannien, byder toppen på en panoramaudsigt over mange af områdets andre naturseværdigheder. Fx Skye Cuillin, Sgurr na Ciche, Liathach, Carn Eige, Morven, The Cairngorms, Lochnagar, Ben Lawers, Ben Lomond, The Isle of Arran, The Paps of Jura og Barra Head. Under gode vejrforhold er det muligt at se omkring 150 kilometer fra toppen.